# Agnès Brard
Agnès Brard es una deportista francesa que compitió en escalada. Ganó una medalla de plata en el Campeonato Mundial de Escalada de 1991, en la prueba de velocidad.

## Palmarés internacional
| Campeonato Mundial | Campeonato Mundial   | Campeonato Mundial | Campeonato Mundial |
| Año                | Lugar                | Medalla            | Prueba             |
| ------------------ | -------------------- | ------------------ | ------------------ |
| 1991               | Fráncfort (Alemania) | Medalla de plata   | Velocidad          |